# Tóth András (karikaturista)
Tóth András (Budapest, 1955–) magyar karikaturista.
Jelenleg (2018) Németbányán él és alkot.
Szatirikus rajzai mellett groteszk szobrok készítésével is foglalkozik.

## Díjak
- Szlovákia 3. hely
- USA Top 10
- Budapest animációs rajzfilm 1. hely
- Japánban a 2006. év rajzai közé került a Hendikep című rajz.